# Larry Clarke
Lawrence Joseph Clarke (* 8. únor 1964, Baltimore, USA) je americký herec.

## Počátky
Narodil se v Baltimoru a vyrůstal převážně na předměstích Marylandu. Matka Dolores byla učitelkou, otec balistickým inženýrem. Je nejmladším z pěti sourozenců.
Chodil na školy Bel Air a Towson University, kde se věnoval divadlu. Divadelní premiéru si odbyl v rodném Baltimoru, konkrétně ve hře Davida Harea s názvem Mapa světa. Po dalších divadelních štacích se odstěhoval do New Yorku.

## Kariéra
Premiéru před kamerou si odbyl v roce 1997, a to konkrétně v seriálu In & Out. Následně se stal jednou z úhlavně obsazených herců v seriálu Zákon a pořádek, ve kterém se objevil celkem ve 26 epizodách v roli detektiva Morrise LaMotteho.
Stal se z něj především seriálový herec (Dr. House, Sběratelé kostí, Pohotovost), i když se objevil v několika filmech. K těm patří například Společník, kde se objevili Paul Guilfoyle, Sigourney Weaver nebo Woody Allen, dále film Princ Central parku s Harveym Keitelem či Kathleen Turner, vidět jsme jej mohli i ve filmech Untitled: A love story nebo In My Sleep.

## Osobní život
Žije s herečkou, producentkou a scenáristkou Fielding Edlow. V současné době žije v Hollywoodu.

## Filmografie
- 1997 - In & Out (TV seriál), Zákon a pořádek (TV seriál)
- 2000 - Společník, Princ Central parku, Třetí hlídka (TV seriál)
- 2001 - Rodina Sopránu (TV seriál)
- 2002 - Pohotovost (TV seriál), Winning Girls Through Psychic Mind Control, Kriminálka Las Vegas (TV seriál), Ano, drahoušku (TV seriál)
- 2003 - Buffy: Přemožitelka upírů (TV seriál)
- 2004 - Malcolm v nesnázích (TV seriál), Kauzy z Bostonu (TV seriál), Kriminálka New York (TV seriál)
- 2005 - Odložené případy (TV seriál), Dr. House (TV seriál), Můj přítel Monk (TV seriál), Námořní vyšetřovací služba (TV seriál)
- 2006 - Zločiny ze sousedství (TV seriál), Chirurgové (TV seriál), Boyfriend
- 2007 - Untitled: A love story, Baggage Claim, The Poughkeepsie Tapes, Jmenuju se Earl (TV seriál), Ztraceni (TV seriál)
- 2008 - Medium (TV seriál), Drived., Closer (TV seriál), Policejní odznak (TV seriál), Status: Nežádoucí (TV seriál), Faux Baby (TV seriál), Vražedná čísla (TV seriál)
- 2009 - (Original Version)This is Madness, Na doživotí (TV seriál), Sběratelé kostí (TV seriál), Raising the Bar (TV seriál), Informátor!, In My Sleep
- 2010 - Myšlenky zločince (TV seriál), Bílá vdova (TV seriál), Private practice (TV seriál), Sonny ve velkém světě (TV seriál), Raising Hope (TV seriál)